# Icky Thump
Icky Thump är den amerikanska rockgruppen The White Stripes sjätte och sista studioalbum. Det gavs ut den 15 juni 2007 i Tyskland, 18 juni i övriga Europa samt den 19 juni i resten av världen.
Albumet blev etta på albumlistan i Storbritannien och tvåa i USA. Det belönades 2008 med en Grammy för Best Alternative Music Album. "Icky Thump" blev den mest framgångsrika singeln från albumet, med bland annat en andraplats på singellistan i Storbritannien. Övriga singlar var "Rag and Bone", "You Don't Know What Love Is (You Just Do as You're Told)" och "Conquest", den senare även utgiven i en spansk version med titeln "Conquista".

## Låtlista
Samtliga låtar skrivna av Jack White, om inte annat anges.
1. "Icky Thump" - 4:14
2. "You Don't Know What Love Is (You Just Do as You're Told)" - 3:54
3. "300 M.P.H. Torrential Outpour Blues" - 5:28
4. "Conquest" (Cory Robbins) - 2:48
5. "Bone Broke" - 3:14
6. "Prickly Thorn, But Sweetly Worn" - 3:05
7. "St. Andrew (This Battle Is in the Air)" - 1:49
8. "Little Cream Soda" - 3:45
9. "Rag and Bone" - 3:48
10. "I'm Slowly Turning into You" - 4:34
11. "A Martyr for My Love for You" - 4:19
12. "Catch Hell Blues" - 4:18
13. "Effect and Cause" - 3:00

## Medverkande
- Jack White - gitarr, sång
- Meg White - trummor, sång
- Regulo Aldama - trumpet på "Conquest"
- Jim Drury - säckpipa på "Prickly Thorn, But Sweetly Worn" och "St. Andrews (This Battle Is in the Air)"